# Impasse du Tiroir
L'impasse du Tiroir (en alsacien : Müenstergässel) est une voie de Strasbourg rattachée administrativement au quartier Centre. 

## Situation et accès
Elle s'ouvre entre le no 16 et le no 18 de la rue du Dôme. C'est une zone piétonnière. 

## Historique
Au fil des siècles, la rue a connu différentes dénominations, en allemand, en latin ou en français : Tanrisegesselin (1356), olim Tanrisegesselin, nunc vero Hewengesselin (1482), Dannerisgasse (1580), Zwerchgesselin (1587), Heyen-oder Hewengässel (1634), Bäsenriesgässel (XVIIIe siècle), Schubladengässel (1741), ruelle de la Philosophie (1794), cul-de-sac du Tiroir (1817), impasse du Tiroir (1856, 1920), Münstergässchen (1872, 1940), puis, à nouveau, impasse du Tiroir, à partir de 1945.

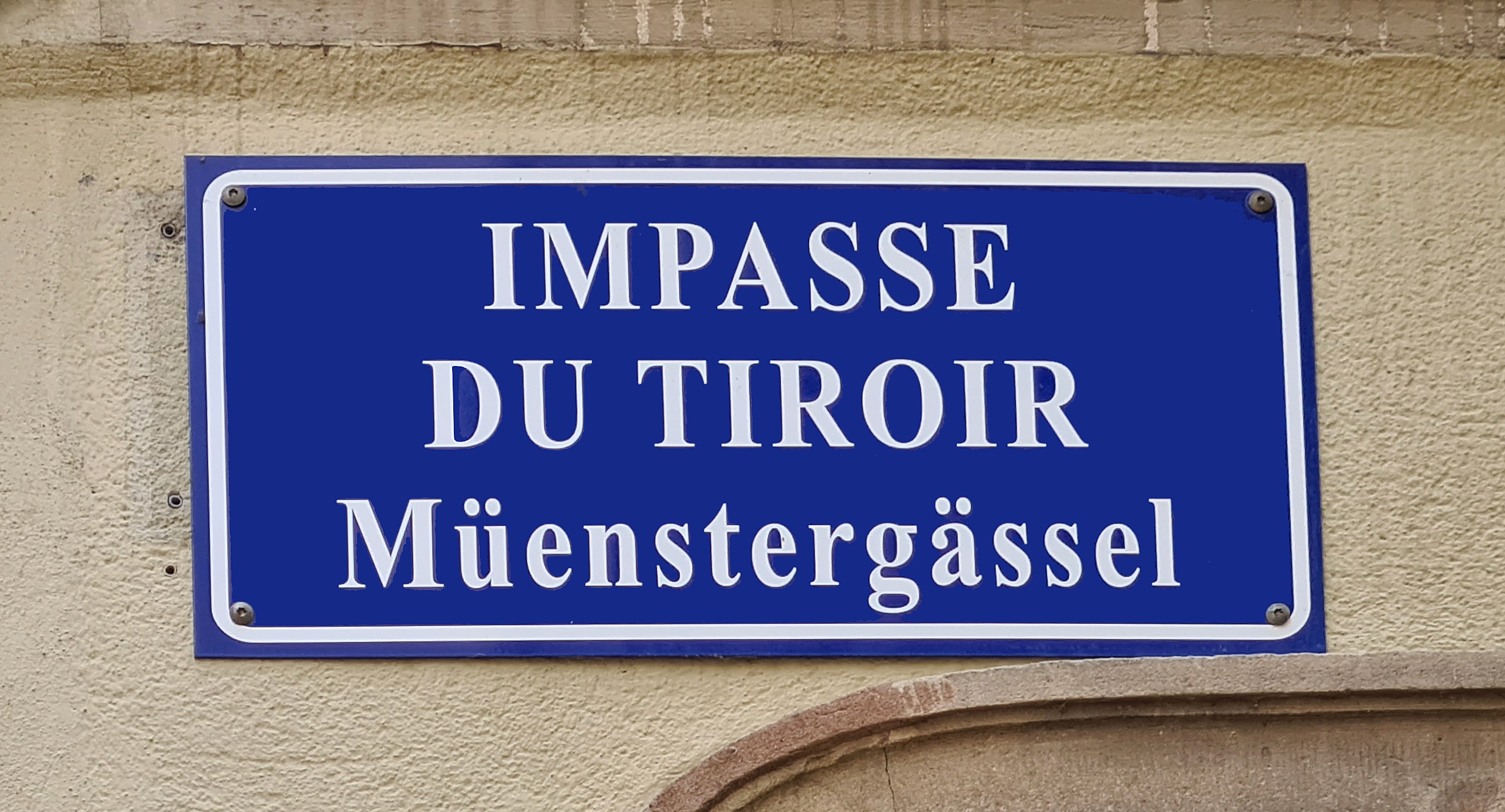
Plaque bilingue, en français et en alsacien.

Jusqu'au XVIIIe siècle, elle partageait avec la rue de la Hache une partie des dénominations de celle-ci. Plus souvent encore, elle était simplement désignée comme ruelle communale ou traversière (Allmend-Zwerchgässlein in der Münstergasse).
Des plaques de rues bilingues, à la fois en français et en alsacien, sont mises en place par la municipalité à partir de 1995. C'est le cas du Müenstergässel.

## Bâtiments remarquables et lieux de mémoire

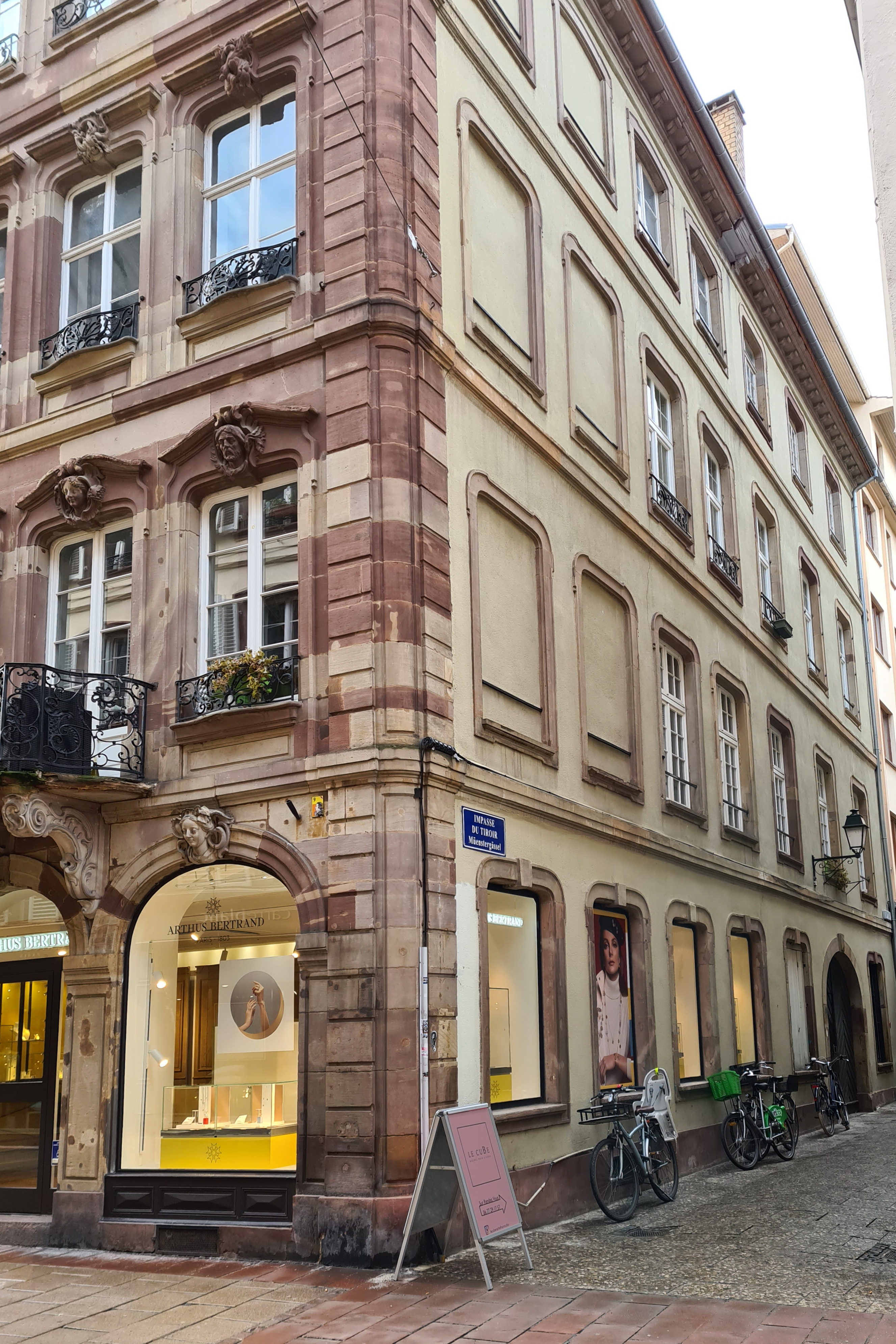
Façade latérale de la maison Spach.

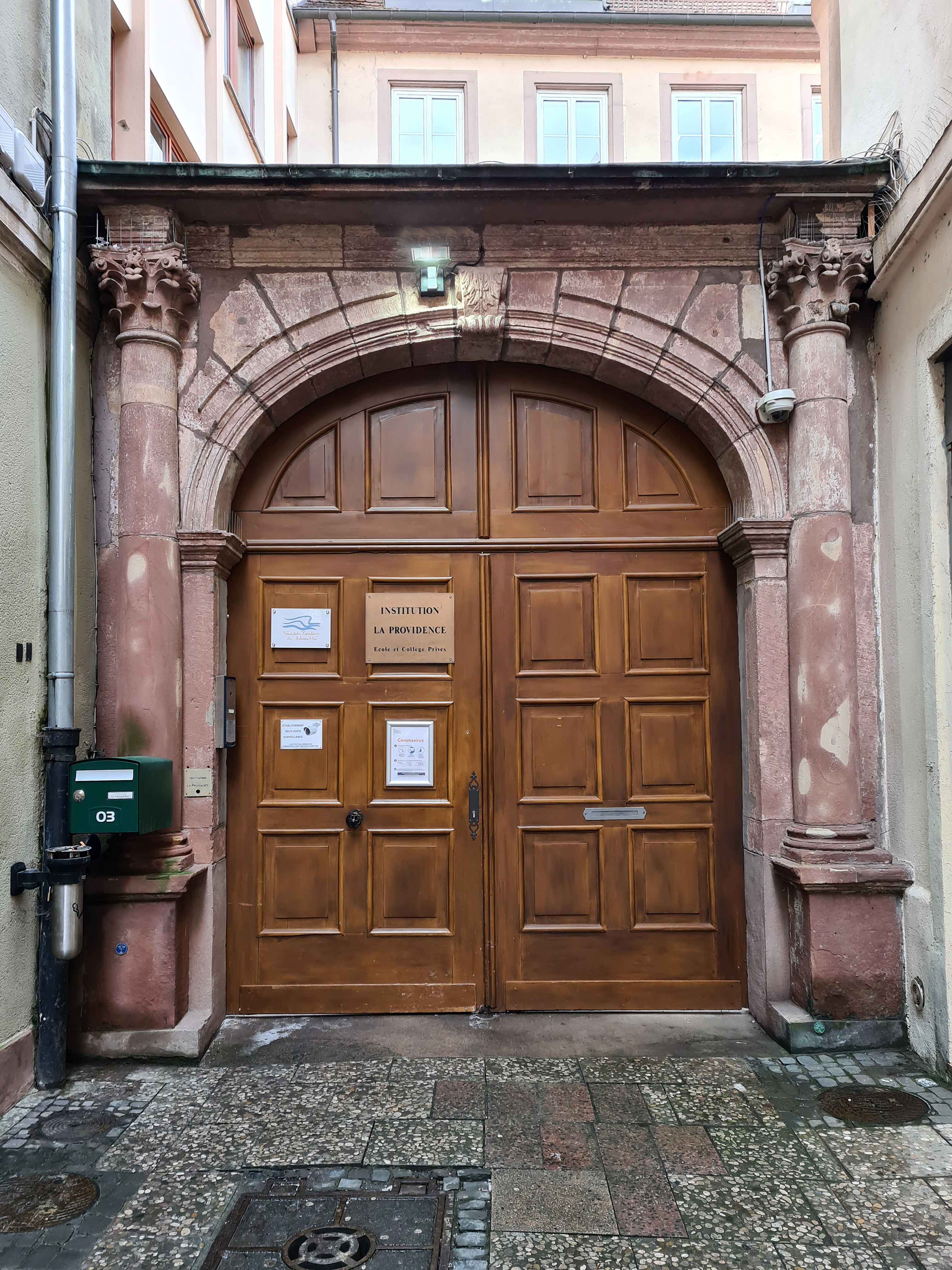
Portail Renaissance à colonnes.

Maison SpachÀ l'angle avec le no 18 de la rue du Dôme, une façade latérale de cet hôtel particulier du XVIIIe siècle, qui a fait l'objet d'un classement au titre des monuments historiques en 1927, donne sur l'impasse du Tiroir.
no 3Au fond de l'impasse, un portail Renaissance à colonnesdonne accès à un établissement privé, l'institution La Providence.
Au XIXe siècle, Adolphe Seyboth décrit l'immeuble auquel il donne accès comme « une de ces vieilles demeures nobiliaires, en retraite sur les rues bruyantes, et pour lesquelles les gentilshommes de jadis semblent avoir eu une prédilection particulière ». L'hôtel a longtemps été la propriété des Boecklin. Puis un théologien, un professeur de médecine, un général de division ont fait partie des locataires, mais un tailleur pour dames et un restaurant également.